# Sociologický výzkum
Sociologický výzkum je systematický proces bádání, na základě kterého se snažíme popsat, předpovědět nebo vysvětlit sociální život jednotlivce, skupiny či společnosti. Cílem sociologického výzkumu je objektivně a reprezentativně popsat znaky a jevy vyskytující se u zkoumaného prvku ve společnosti. Sociologický výzkum zařazujeme do kategorie výzkumu ve společenských vědách.

## Typy sociologického výzkumu

### Jednorázové
- Případová studie
- Srovnávací studie

### Replikační
- Prostý výzkum
- Longitudinální výzkum
- Panelový výzkum[1]

## Fáze sociologického výzkumu
Sociologický výzkum zkoumá jeden nebo více souvisejících výzkumných problémů. Řešení výzkumného problému má většinou několik po sobě jdoucích a navazujících fází. Nejdříve si výzkumník stanoví a specifikuje výzkumný problém, případně si položí výzkumnou otázku. Na základě tohoto výzkumného problému je poté formulována hypotéza, u které je ověřována pravdivost prostřednictvím analýzy získaných výzkumných dat. V závislosti na výsledcích analýzy dat jsou formulovány výzkumné poznatky a vyvozovány závěry, případně následuje jejich prezentace.

### Fáze sociologického výzkumu
- Příprava (informační)
- Sběr dat
- Zpracování a analýza dat
- Interpretace a praktická aplikace získaných poznatků[1][2]

## Typy výzkumných přístupů u sociologického výzkumu
V sociologickém výzkumu se setkáváme nejčastěji se dvěma výzkumnými přístupy, a to s kvalitativním výzkumným přístupem a kvantitativním výzkumným přístupem. Výzkumník je schopen odpovědět na jasně definované výzkumné otázky na základě shromážděných empirických dat buď jejich vyčíslením (kvalitativní výzkum) nebo jejich smysluplností (kvantitativní výzkum). Často ale bývá v sociologickým výzkumu využívána i metoda smíšeného designu, kdy se při analýze kombinují jak prvky kvantitativního tak i kvalitativního výzkumného přístupu.

### Kvalitativní výzkumný přístup
Jedná se o výzkumný přístup, který se zejména zaměřuje na jednotlivce nebo skupiny a jejich pohled, pochopení a interpretaci světa. Hlavním nástrojem tohoto výzkumného přístupu je rozhovor. Z hlediska metody usuzování u kvalitativního výzkumu využíváme zejména indukci. Cílem je získat pomocí hloubkového rozhovoru komplexní a detailní informace o dané problematice.

### Kvantitativní výzkumný přístup
Výzkumný přístup je založen zejména na testování hypotéz, a na jejich následném potvrzení či vyvrácení. Data jsou získávána nejčastěji na základě dotazníkového šetření, pozorování či ankety. U kvantitativního výzkumu využíváme jako metodu usuzování zejména dedukci. Výsledkem je získání základního přehledu o zkoumaném problému.

### Smíšený výzkumný přístup
Jedná se o nový koncept, který se na půdě společenských věd objevuje teprve na počátku 21. století. Jedná se o směr, který vychází ze sloučitelnosti dvou typů výzkumů (kvalitativního i kvantitativního) a jejich použitelností v jednom výzkumném projektu. Předpokladem využití obou výzkumných přístupů v jednom výzkumném projektu je lepší pochopení výzkumné problematiky.

## Výzkumný vzorek v sociologickém výzkumu
Výzkumný vzorek představuje určitou podmnožinu populace, u které zkoumáme určité sociologické jevy a znaky. V sociologickém výzkumu jsou statistiky odvozené z tohoto vzorku analyzovány, aby bylo možné vyvodit závěry týkající se populace jako celku. Nejčastějším důvodem výběru výzkumného vzorku je právě snaha získání informací o celkové populaci.
Při výběru výzkumného vzorku dbáme zejména na jeho reprezentativnost vůči populaci.
Ve společenských vědách rozlišujeme několik typů výběru výzkumného vzorku.
- Pravděpodobnostní výběr (náhodný, systematický, stratifikovaný, skupinový).
- Nepravděpodobnostní výběr (nenáhodný, účelový, metoda sněhové koule).[3]

## Metodologie sociologického výzkumu

### Metody sběru dat
Empirická data je možno sbírat pomocí speciálních postupů a technik, které tyto údaje zachycují. Mezi základní techniky v sociologickém výzkumu patří:
1. Pozorování (přímé, nepřímé; zúčastněné, nezúčastněné; utajené, neutajené).
2. Rozhovor (kategorizovaný, nekategorizovaný; zjevný, skrytý; individuální hromadný; měkký a tvrdý).
3. Dotazníkové šetření (anonymní, neanonymní).
4. Interview (s návodem, narativní, skupinové).
5. Studium dokumentů (obsahová analýza, sémantická analýza).[1]

### Metody usuzování
Mezi nejčastější metody usuzování v sociologickém výzkumu patří metoda indukce, metoda dedukce a metoda abdukce.
Indukce je proces usuzování, při kterém výzkumník vyvozuje obecný závěr, který získal díky dílčím poznatkům. Dedukce představuje proces usuzování, při kterém výzkumník na základě dílčích poznatků (premis) dochází k závěru, který vyplývá z těchto poznatků. Abdukcí se rozumí metoda usuzování, při které se jednotlivé poznatky (premisy) spojují s celkem.

## Komunikace výsledků sociologického výzkumu

### Publikace
V České republice jsou výsledky sociologického výzkumu jsou odborné komunitě a odborné veřejnosti představovány publikováním Sociologického časopisu. Jedná se o recenzovaný vědecký časopis, který publikuje sociologické výzkumné práce k poznání společnosti od českých i zahraničních autorů. Časopis vychází 6x ročně (4x česky a 2x anglicky) v tištěné a online podobě.
"Sociologický časopis vychází od roku 1965. Publikuje stati, které se zabývají otázkami teoretické sociologie, články zkoumající sociální procesy probíhající v postkomunistických i jiných společnostech s důrazem na komparativní dimenzi analýzy, přehledové články zpracovávající vývoj v široké paletě oborů sociologie i příbuzných sociálních věd, metodologické statě, eseje, recenze české i světové sociologické produkce, informace o dění v sociologické obci, zprávy z konferencí a polemické příspěvky. Časopis je jako jediné z českých sociologických periodik zařazen do Web of Science a je uveden i v dalších prestižních vědeckých databázích."
Aktuální impakt faktor Sociologického časopisu je 0,588.

### Konference
Výsledky sociologických výzkumů jsou pravidelně prezentovány na národních konferencích České sociologické společnosti.